# 戀愛推銷法
戀愛推銷法（日文“約會商法”）為一種古老歷史的商業手法，多數由女性假裝與男方戀愛，之後透過戀愛關係提出要求購買特定的商品或服務，多數在發展至肉體關係前就會找理由分手脫身，而女方往往是常設被雇用於某公司的專職推銷員。
由於此法有隱含糾紛風險且較繁瑣過程，早期的施行對象都是騙取對方購買高價商品，例如珠寶、毛皮、頂級旅遊等，方能符合成本。但網路世界的發展，讓一種非接觸性的遠程類似網路詐騙方式誕生，雙方以網聊建立戀愛關係，鼓吹網購消費後迅速在網上失聯，此方式成本極低甚至可以由男性或高年齡女性假扮美女，隱身網路後操作，所以不少低單價商品也出現此現象。

## 法規
可参考（英文）Romance诈骗
各国对于戀愛推銷的模糊地帶爭議極大，諸多國家並不完全將之視為違法，須看個案情況和金額而定的國家佔多數，而中華人民共和國刑法中採從嚴認定標準，基本一律以詐騙公訴罪定性，受害者可以直接報案公安，法院定罪率極高。以戀愛推銷法將人帶至串通的餐館、服務業店鋪高消費被通稱為「酒托女」因為最初此手法用於酒水消費，男性為了面子在結帳時不得不買單一眼就能看出的劣質酒類卻標以高價，2010年後公安開始關注此一亂象大幅出現，並獲得解釋的法源依據造成今日嚴打手法，發展至今此類餐飲詐騙已經稀少，但轉型為美甲店、美容店、網路消費等場所多發，警方依然以詐騙定罪並無漏洞可鑽。
案情持續轉變，2019年河南省甚至發生網路遊戲類的戀愛推銷，中招男性被要求至網路遊戲中談戀愛，並購買高價虛擬寶物贈送，事後發現女方是遊戲公司推銷員，最終依詐騙罪移送。
在台灣，1990年代至2000年代於南部地區出現利用交友網站以相同手法詐騙男方投資納骨塔、加入直銷，或假藉父母需要手術費等，有男方甚至被未曾見面的「戀愛對象」詐騙數十萬至數百萬新臺幣。
2010年代之後，有詐騙者利用LINE等通訊軟體尋找略有積蓄的熟年女性，佯稱自己是美軍軍人或是聯合國軍官等，並盜用他人相片使女性誤以為外國俊男對自己有愛意，女性上鉤後，詐騙者便會以離開戰場、保管大批黃金或是出任務需保證金等理由誘騙女性匯款。

## 另見
- 美人計
- 勾引社群
- 高價畫作詐騙術